# Round Mountain (California)
Round Mountain è un census-designated place (CDP) degli Stati Uniti d'America situato in California, nella contea di Shasta.